# Sibianor japonicus
Sibianor japonicus är en spindelart som först beskrevs av Logunov, Ikeda, Ono 1997.  Sibianor japonicus ingår i släktet Sibianor och familjen hoppspindlar. Inga underarter finns listade i Catalogue of Life.